# Кейн, Элизабет
Эли́забет Джейн Кейн (англ. Elizabeth Jane Cain, род. 29 декабря 1962 года) — австралийская фигуристка, выступавшая в парном катании с братом Питером Кейном. Они были бронзовыми призёрами чемпионата мира среди юниоров 1976 года и четырёхкратными чемпионами Австралии по фигурному катанию. Спортсмены представляли страну на Зимних Олимпийских играх 1980 года, где заняли одиннадцатое место, а также участвовали на чемпионатах мира. Там их лучшим достижением стало 12-е место. После окончания любительской карьеры Элизабет Кейн занимается тренерской работой, в частности, тренирует Шона Карлоу — своего сына и чемпиона Австралии в одиночном катании.
В марте 2007 года Кейн вместе с другими членами национальной команды по фигурному катанию ехала на прогулочном катере, который столкнулся с пустым пассажирским паромом под мостом через Сиднейскую гавань. В результате столкновения она потеряла ногу (теперь вместо неё протез). Жизнь фигуристки спас сын, Шон Карлоу, который прыгнул в воду и поддерживал мать до прибытия спасательной команды.